# IC 4395
IC 4395 ist eine aktive Spiralgalaxie mit ausgedehnten Sternentstehungsgebieten vom Hubble-Typ Sb im Sternbild Bärenhüter am Nordsternhimmel. Sie ist schätzungsweise 492 Millionen Lichtjahre von der Milchstraße entfernt und hat einen Durchmesser von etwa 145.000 Lj. 

Im selben Himmelsareal befinden sich u. a. die Galaxien NGC 5553, IC 4397, IC 4399, IC 4405.
Das Objekt wurde am 14. Juni 1895 von Stéphane Javelle entdeckt.